# پایگاه هوایی منطقه‌ای موردن
پایگاه هوایی منطقه‌ای موردن (به انگلیسی: Morden Regional Aerodrome) یک فرودگاه همگانی است که یک باند فرود آسفالت دارد و طول باند آن ۱۲۰۰ متر است. این فرودگاه در کشور کانادا قرار دارد و در ارتفاع ۲۹۰ متری از سطح دریا واقع شده‌است.